# Französische Sprache in den Vereinigten Staaten

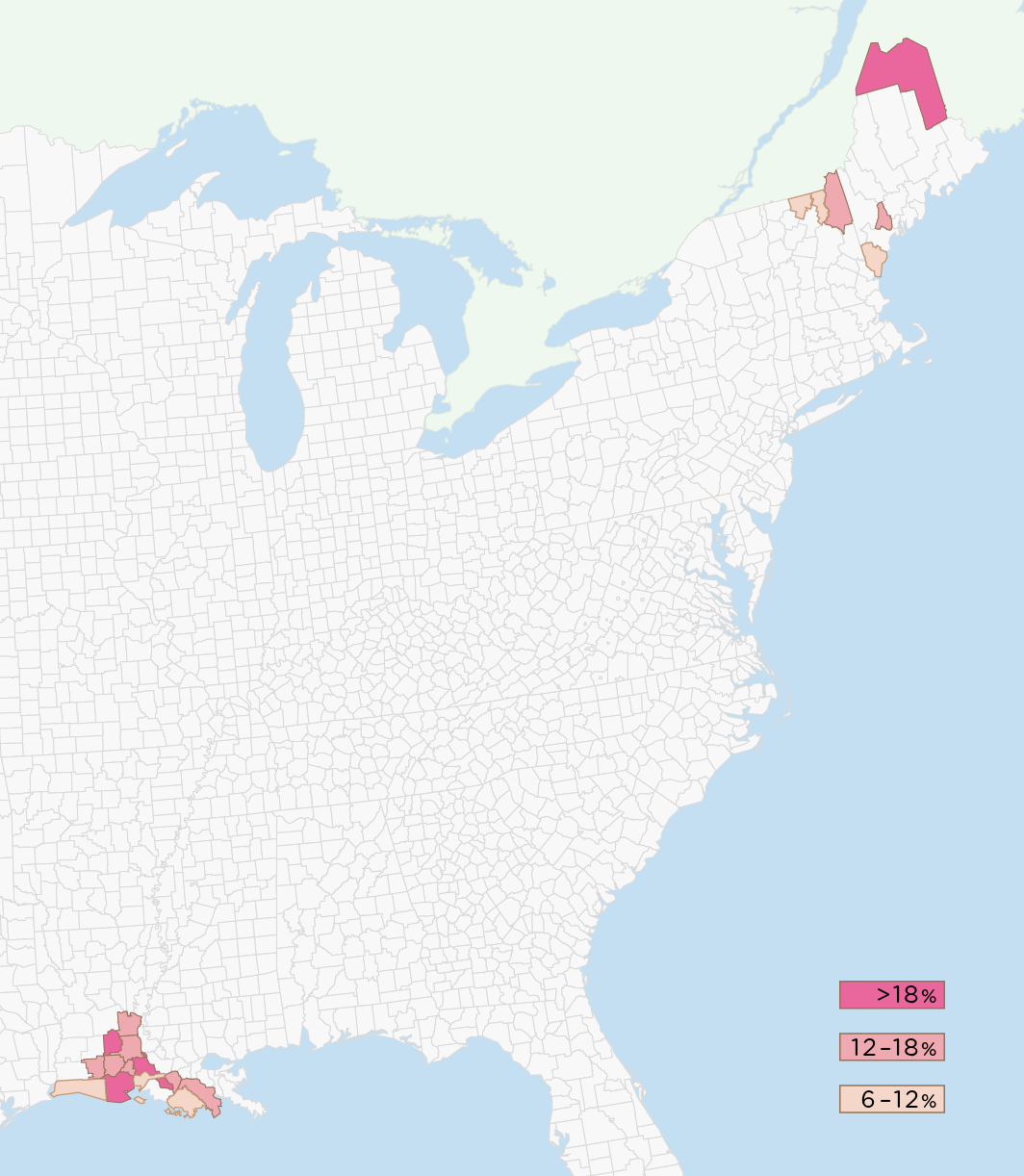
Prozentualer Anteil der Französisch Sprechenden an der Gesamtbevölkerung in verschiedenen Counties der USA:
6–12 %:
Cameron Parish, LA
Essex County, VT
Iberia Parish, LA
Orleans County, VT
Terrebonne Parish, LA
York County, ME
12–18 %:
Acadia Parish, LA
Androscoggin County, ME
Assumption Parish, LA
Avoyelles Parish, LA
Coös County, NH
Jefferson Davis Parish, LA
Lafayette Parish, LA
Lafourche Parish, LA
St. Landry Parish, LA
>18 %:
Aroostook County, ME
Evangeline Parish, LA
St. Martin Parish, LA
Vermilion Parish, LA

Die französische Sprache ist in den USA aufgrund der Einwanderung von Franzosen und der einstigen Kolonialisierung durch Frankreich regional verbreitet.
Über 13 Millionen US-Amerikaner haben französische Vorfahren, allerdings spricht nur noch eine Minderheit von ihnen Französisch als Muttersprache. Laut der Volkszählung im Jahre 2000 sprechen 1,64 Millionen US-Amerikaner zuhause Französisch, unter anderem auch in den Dialekten Patois und Cajun. Weitere 453.000 sprechen eine französische Kreolsprache.
Französisch ist die zweitmeistgesprochene Sprache in vier Staaten der USA: Louisiana, Maine, New Hampshire und Vermont. In Louisiana wird unter anderem die Variante Cajun gesprochen, während in den Neuengland-Staaten vor allem kanadisches Französisch gesprochen wird. Weiterhin gibt es eine nicht unerhebliche Anzahl von Rentnern aus der kanadischen Provinz Québec, die ihren Altersruhesitz in Florida haben. Die Stadt Miami hat zudem viele aus Haiti stammende Einwohner, die ebenfalls Französisch sprechen.
In anderen Gegenden der USA ist das Französische nur wenig verbreitet.

## Allgemein

### Ortsnamen
Auch wenn das amerikanische Englisch heute die klar dominierende Sprache in den USA ist, so hatte Französisch zumindest in der Vergangenheit erheblichen Einfluss. Vier Staaten haben auf das Französische zurückgehende Namen:
- Louisiana (im Jahr 1682 benannt zu Ehren von König Ludwig XIV.)
- Maine (nach der historischen Provinz Maine in Frankreich)
- Vermont (Ursprünglich Vert Mont, also ‚Grüner Berg‘)
- Illinois (von der französischen Bezeichnung für das Volk der Illiniwek)

Viele Namen von Orten zeugen zudem davon, dass französische Siedler bei deren Gründung mitgewirkt haben. Bekannte Beispiele sind:
- Boise, Idaho (‚bewaldet‘)
- Des Moines, Iowa (‚von den Mönchen‘)
- Fond du Lac, Wisconsin (‚Seegrund‘, vgl. Seeshaupt)
- Terre Haute, Indiana (‚hochgelegenes Land‘)
- Baton Rouge, Louisiana (‚Roter Stock‘)
- Lafayette (Louisiana) (benannt nach Marie-Joseph Motier, Marquis de La Fayette; es gibt eine Reihe von Städten in den Vereinigten Staaten, die entweder Lafayette oder Fayetteville heißen)
- New Orleans, Louisiana (benannt nach Herzog Philipp II. Karl von Orleans, der zur Zeit der Stadtgründung Regent von Frankreich war)
- Detroit, Michigan (‚Meerenge‘)
- St. Louis, Missouri (benannt nach König Ludwig IX. von Frankreich, später als St. Ludwig heiliggesprochen)

### Fremdsprachenwahl
Als traditionell wichtigste erste Fremdsprache für englische Muttersprachler war Französisch auch in den USA bis 1968 die Fremdsprache, die am häufigsten von Schülern erlernt wurde. Obwohl sie nach wie vor eine bedeutende Rolle spielt und an den allermeisten Schulen angeboten wird, ist heute Spanisch die wichtigste Fremdsprache.

### Tourismus
Manche Gebiete der USA sind besonders bei französischsprachigen Touristen aus Québec beliebt und werden in den typischen Ferienzeiten im Winter und Sommer zahlreich von diesen besucht. Am bekanntesten sind Florida und Old Orchard Beach in Maine.

## Neuengland
Zwischen 1840 und 1930 wanderten insgesamt 500.000 frankophone Kanadier in die Neuengland-Staaten aus. Zwei Gründe waren dafür maßgeblich:
- Die Landwirtschaft Québecs war nicht mehr in der Lage, die rasant zunehmende Bevölkerung zu ernähren.
- Die sich rasch entwickelnde Industrie Neuenglands benötigte Arbeitskräfte.

Das Französische konnte sich bis zur Mitte des 20. Jahrhunderts relativ gut behaupten. Mit der abnehmenden Bedeutung der Industrie, dem Beginn des Dienstleistungszeitalters und der Auflösung ursprünglicher Wohn- und Sozialformen ging eine zunehmende Anglisierung einher. Von 1970 bis 1990 verminderte sich die Zahl der Muttersprachler von 906.000 auf 339.000. Dennoch gibt es nach wie vor viele Orte in Maine, in denen die Hälfte oder gar eine große Mehrheit der Bewohner Französisch spricht:
- Eagle Lake 49,0 % französischsprachig
- Fort Kent 62,3 % französischsprachig
- Frenchville 79,6 % französischsprachig
- Grand Isle 76,0 % französischsprachig
- Hamlin 56,8 % französischsprachig
- Madawaska 83,4 % französischsprachig
- St. Agatha 79,7 % französischsprachig
- St. Francis 61,0 % französischsprachig
- St. John 59,5 % französischsprachig
- Van Buren 76,6 % französischsprachig

## Louisiana

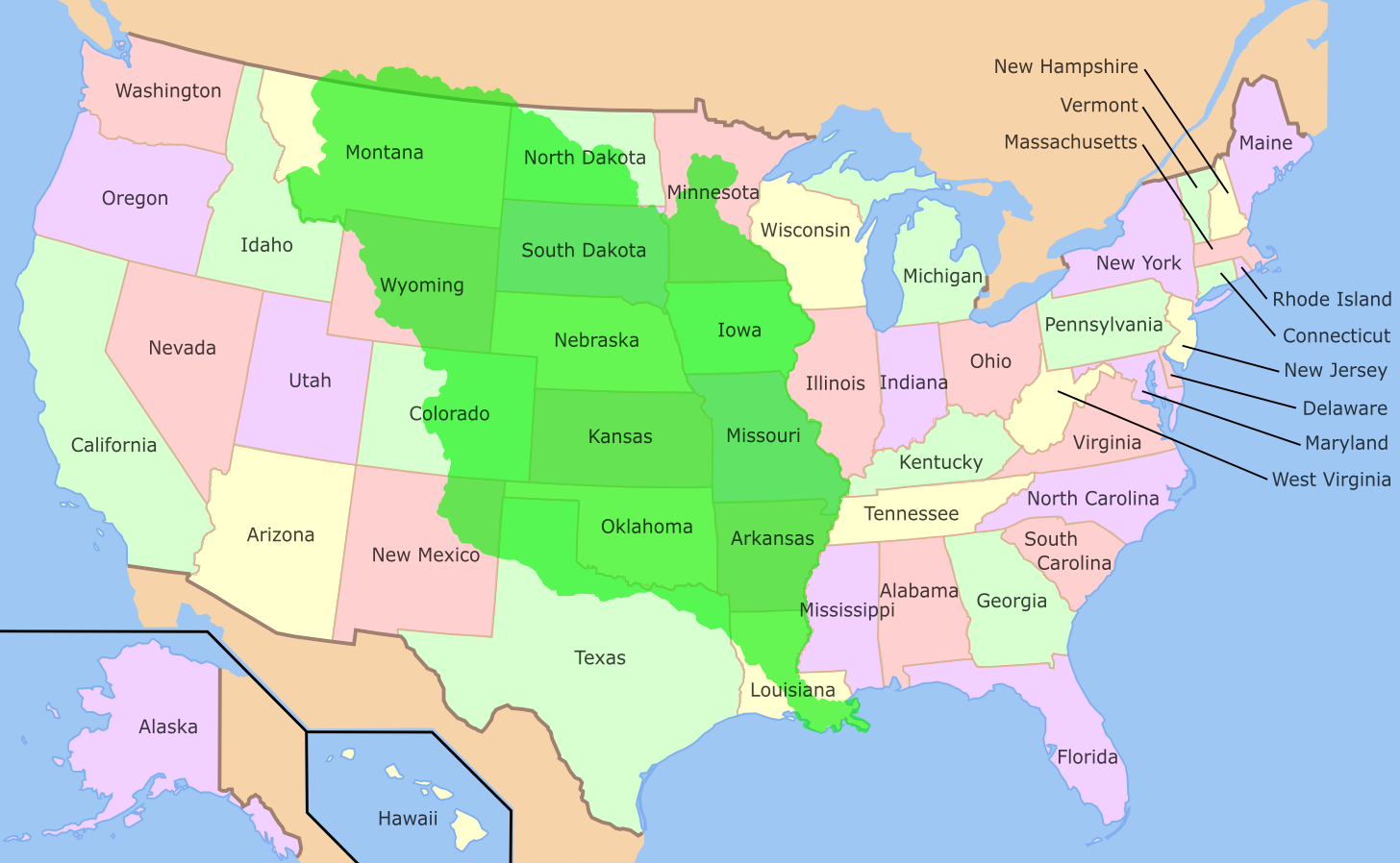
Die ehemalige französische Kolonie Louisiana (grün)

### Geschichte
Das heutige Gebiet des Staates Louisiana wurde im 16. Jahrhundert von den Spaniern erforscht, ohne dass dies zu einer Besiedlung und Eingliederung in das spanische Kolonialreich geführt hätte. Im Jahre 1682 nahm Robert Cavelier de La Salle, der von Kanada bis zum Golf von Mexiko vorgestoßen war, die Region für Frankreich in Besitz. 1763 ging Louisiana an Spanien über. Zwischen 1755 und 1785 siedelten etwa 3000 bis 5000 französischsprachige Akadier, die von den Briten aus Kanada vertrieben worden waren, nach Louisiana um.
Im Zuge der Sklavenaufstände in Haiti flüchteten zwischen 1791 und 1810 etwa 10.000 Weiße und Schwarze von dort nach Louisiana. Von 1800 bis 1803 fiel Louisiana noch einmal in französischen Besitz, dann wurde die Kolonie von Napoleon an die USA verkauft.

### Frankophone Bevölkerungsgruppen
Die frankophone Bevölkerung Louisianas setzt sich aus drei Gruppen zusammen:
- den  weißen Creoles, das sind Nachfahren der ersten aus Frankreich stammenden Kolonisten. Ihre Anzahl wird auf 3000 bis 4000 geschätzt.

- den schwarzen Creoles, das sind Nachfahren der Sklaven, die zwischen 1791 und 1810 aus der französischsprachigen Karibik nach Louisiana kamen. Ihre Zahl wird auf 40.000 geschätzt.

- den Cajuns, das sind Nachfahren der aus Akadien vertriebenen französischen Kolonisten, die sich zum Teil mit Zuwanderern anderer Herkunft, zum Beispiel Italienern, Deutschen und Iren, vermischt haben. Die Volkszählung des Jahres 2000 ergab, dass 194.000 Bewohner Louisianas Cajun French sprechen.

### Sprachliche Situation
In Louisiana wurde das Französische lange Zeit durch die englischsprachige Umgebung beeinflusst oder sogar verdrängt. Seit den 1970er Jahren erkannte der Staat die Wichtigkeit der französischen Sprache und Kultur und unterstützt diese seitdem, zum Beispiel durch die Agentur CODOFIL (Council for the Development of French in Louisiana).
In Louisiana spielt Französisch daher eine verhältnismäßig große Rolle.